# Símbol q-Pochhammer
En matemàtiques, en l'àrea de combinatòria, un símbol q-Pochhammer, és un q-anàleg del símbol de Pochhammer. Es defineix com
{\displaystyle (a;q)_{n}=\prod _{k=0}^{n-1}(1-aq^{k})=(1-a)(1-aq)(1-aq^{2})\cdots (1-aq^{n-1})}
amb
{\displaystyle (a;q)_{0}=1}
per definició. El símbol {\displaystyle q}-Pochhammer és un important bloc de construcció en la construcció de {\displaystyle q}-anàlegs; per exemple, en la teoria de les sèries hipergeomètriques bàsiques, juga el paper que juga el símbol ordinari de Pochhammer en la teoria de les sèries hipergeomètriques generalitzades.
A diferència del símbol ordinari de Pochhammer, el símbol {\displaystyle q}-Pochhammer es pot estendre a un producte infinit:
{\displaystyle (a;q)_{\infty }=\prod _{k=0}^{\infty }(1-aq^{k}).}
Aquesta és una funció analítica de {\displaystyle q} a l'interior del disc unitat, i també es pot considerar com una sèrie de potències formals en {\displaystyle q}. El cas especial
{\displaystyle \phi (q)=(q;q)_{\infty }=\prod _{k=1}^{\infty }(1-q^{k})}
es coneix com la funció d'Euler, i és important en combinatòria, teoria de nombres i la teoria de formes modulars.

## Identitats
El producte finit es pot expressar en termes del producte infinit:
{\displaystyle (a;q)_{n}={\frac {(a;q)_{\infty }}{(aq^{n};q)_{\infty }}},}
que amplia la definició als {\displaystyle n} enters negatius. Per tant, per a un {\displaystyle n} no-negatiu, s'obté
{\displaystyle (a;q)_{-n}={\frac {1}{(aq^{-n};q)_{n}}}=\prod _{k=1}^{n}{\frac {1}{(1-a/q^{k})}}}
i
{\displaystyle (a;q)_{-n}={\frac {(-q/a)^{n}q^{n(n-1)/2}}{(q/a;q)_{n}}}.}
El símbol {\displaystyle q}-Pochhammer és objecte d'un nombre d'una sèrie d'identitats de la {\displaystyle q}-sèrie, en particular les expansions de la sèrie infinita
{\displaystyle (x;q)_{\infty }=\sum _{n=0}^{\infty }{\frac {(-1)^{n}q^{n(n-1)/2}}{(q;q)_{n}}}x^{n}}
i
{\displaystyle {\frac {1}{(x;q)_{\infty }}}=\sum _{n=0}^{\infty }{\frac {x^{n}}{(q;q)_{n}}}},
que són els dos casos especials del teorema del q-binomi:
{\displaystyle {\frac {(ax;q)_{\infty }}{(x;q)_{\infty }}}=\sum _{n=0}^{\infty }{\frac {(a;q)_{n}}{(q;q)_{n}}}x^{n}.}
Fridrikh Karpelevich va trobar la següent identitat (vegeu Olshanetsky i Rogov (1995) per a la demostració):
{\displaystyle {\frac {(q;q)_{\infty }}{(z;q)_{\infty }}}=\sum _{n=0}^{\infty }{\frac {(-1)^{n}q^{n(n+1)/2}}{(q;q)_{n}(1-zq^{n})}},\ |z|<1.}

## Interpretació combinatòria
El símbol {\displaystyle q}-Pochhammer està molt relacionat amb la combinatòria enumerativa de les particions. El coeficient de {\displaystyle q^{m}a^{n}} en
{\displaystyle (a;q)_{\infty }^{-1}=\prod _{k=0}^{\infty }(1-aq^{k})^{-1}}
és la quantitat de particions de {\displaystyle m} en la majoria de {\displaystyle n} parts.
Atès que, per conjugació de particions, això és el mateix que el nombre de particions de {\displaystyle m} en parts de mida {\displaystyle n} com a màxim, mitjançant la identificació de sèries generadores obtenim la identitat:
{\displaystyle (a;q)_{\infty }^{-1}=\sum _{k=0}^{\infty }\left(\prod _{j=1}^{k}{\frac {1}{1-q^{j}}}\right)a^{k}=\sum _{k=0}^{\infty }{\frac {a^{k}}{(q;q)_{k}}}}
com a la secció anterior.
També tenim que el coeficient de {\displaystyle q^{m}a^{n}}en
{\displaystyle (-a;q)_{\infty }=\prod _{k=0}^{\infty }(1+aq^{k})}
és el nombre de particions de {\displaystyle m} en {\displaystyle n} o {\displaystyle n-1}parts diferents.
En treure una partició triangular amb {\displaystyle n-1}parts d'aquesta partició, ens queda una partició arbitrària amb, com a molt, {\displaystyle n} parts. Això proporciona una bijecció equilibrada entre el conjunt de particions en {\displaystyle n} o {\displaystyle n-1}parts diferents i el conjunt de parells que consisteixen en una partició triangular que té {\displaystyle n-1}parts i una partició amb, com a màxim, {\displaystyle n} parts. Identificant les sèries generadores, això condueix a la identitat:
{\displaystyle (-a;q)_{\infty }=\prod _{k=0}^{\infty }(1+aq^{k})=\sum _{k=0}^{\infty }\left(q^{k \choose 2}\prod _{j=1}^{k}{\frac {1}{1-q^{j}}}\right)a^{k}=\sum _{k=0}^{\infty }{\frac {q^{k \choose 2}}{(q;q)_{k}}}a^{k}}
també descrit a la secció anterior.
El recíproc de la funció {\displaystyle (q)_{\infty }:=(q;q)_{\infty }} de manera similar es presenta com la funció generadora de la funció de partició, {\displaystyle p(n)}, que també s'amplia per les segones dues expansions de la {\displaystyle q}-sèrie que es detallen a continuació:
{\displaystyle {\frac {1}{(q;q)_{\infty }}}=\sum _{n\geq 0}p(n)q^{n}=\sum _{n\geq 0}{\frac {q^{n}}{(q;q)_{n}}}=\sum _{n\geq 0}{\frac {q^{n^{2}}}{(q;q)_{n}^{2}}}.}
El teorema del q-binomi també pot ser manejat per un argument combinatori lleugerament més involucrat d'un sabor similar (veure les expansions que es donen en la següent subsecció).

## Convenció d'arguments múltiples
Atès que les identitats que impliquen símbols {\displaystyle q}-Pochhammer impliquen amb freqüència productes de molts símbols, la convenció estàndard és escriure un producte com un únic símbol de múltiples arguments:
{\displaystyle (a_{1},a_{2},\ldots ,a_{m};q)_{n}=(a_{1};q)_{n}(a_{2};q)_{n}\ldots (a_{m};q)_{n}.}

## q-sèries
Una {\displaystyle q}-sèrie és una sèrie en la qual els coeficients són funcions de {\displaystyle q}, típicament expressions de {\displaystyle (a;q)_{n}}. Els primers resultats es deuen a Euler, Gauss i Cauchy. L'estudi sistemàtic comença amb Eduard Heine (1843).

## Relació amb altresq-funcions
El {\displaystyle q}-anàleg de {\displaystyle n}, també conegut com {\displaystyle q}-claudator o {\displaystyle q}-nombre de {\displaystyle n}, es defineix com a
{\displaystyle [n]_{q}={\frac {1-q^{n}}{1-q}}.}
A partir d'aquest es pot definir el {\displaystyle q}-anàleg del factorial, el {\displaystyle q}-factorial, com
| {\displaystyle {\big [}n]!_{q}} | {\displaystyle =\prod _{k=1}^{n}[k]_{q}}                                                                       |
|                                 | {\displaystyle =[1]_{q}[2]_{q}\cdots [n-1]_{q}[n]_{q}}                                                         |
|                                 | {\displaystyle ={\frac {1-q}{1-q}}{\frac {1-q^{2}}{1-q}}\cdots {\frac {1-q^{n-1}}{1-q}}{\frac {1-q^{n}}{1-q}}} |
|                                 | {\displaystyle =1(1+q)\cdots (1+q+\cdots +q^{n-2})(1+q+\cdots +q^{n-1})}                                       |
|                                 | {\displaystyle ={\frac {(q;q)_{n}}{(1-q)^{n}}}.}                                                               |
Aquests nombres són anàlegs en el sentit que 
{\displaystyle \lim _{q\rightarrow 1}{\frac {1-q^{n}}{1-q}}=n,}
i també 
{\displaystyle \lim _{q\rightarrow 1}[n]!_{q}=n!.}
El valor límit n! computa les permutacions de {\displaystyle n}-elements del conjunt {\displaystyle S}. Igualment, compte el nombre de seqüències del conjunt {\displaystyle E_{1}\subset E_{2}\subset \cdots \subset E_{n}=S} de tal manera que {\displaystyle E_{i}} conté exactament {\displaystyle i}elements. En comparació, quan {\displaystyle q} és una potència primer i {\displaystyle V} és un espai vectorial {\displaystyle n}-dimensional sobre el camp amb {\displaystyle q}elements, el {\displaystyle q}-anàleg {\displaystyle [n]!_{q}} és el nombre dels ítems complets en {\displaystyle V}, és a dir, és el nombre de seqüències {\displaystyle V_{1}\subset V_{2}\subset \cdots \subset V_{n}=V} de subespais tal que {\displaystyle V_{i}} té dimensió {\displaystyle i}. Les consideracions precedents suggereixen que es pot considerar una seqüència de conjunts nidificats com un ítem sobre un camp conjectural amb un element (F1).
Un producte de {\displaystyle q}-nombres enters negatius pot ser expressat en termes de {\displaystyle q}-factorial com
{\displaystyle \prod _{k=1}^{n}[-k]_{q}={\frac {(-1)^{n}\,[n]!_{q}}{q^{n(n+1)/2}}}}
A partir dels {\displaystyle q}-factorials, es pot passar a definir els coeficients {\displaystyle q}-binomials, també coneguts com els coeficients binomials de Gauss, com
{\displaystyle {\begin{bmatrix}n\\k\end{bmatrix}}_{q}={\frac {[n]!_{q}}{[n-k]!_{q}[k]!_{q}}},}
on és fàcil veure que el triangle d'aquests coeficients és simètric en el sentit que {\displaystyle {\begin{bmatrix}n\\m\end{bmatrix}}_{q}={\begin{bmatrix}n\\n-m\end{bmatrix}}_{q}} per a tot {\displaystyle 0\leq m\leq n}.
Es pot comprovar això
{\displaystyle {\begin{aligned}{\begin{bmatrix}n+1\\k\end{bmatrix}}_{q}&={\begin{bmatrix}n\\k\end{bmatrix}}_{q}+q^{n-k+1}{\begin{bmatrix}n\\k-1\end{bmatrix}}_{q}\\&={\begin{bmatrix}n\\k-1\end{bmatrix}}_{q}+q^{k}{\begin{bmatrix}n\\k\end{bmatrix}}_{q}.\end{aligned}}}
També es pot veure des de les relacions de recurrència anteriors que les properes variants del teorema {\displaystyle q}-binomial s'amplien en termes d'aquests coeficients de la següent manera:
{\displaystyle {\begin{aligned}(z;q)_{n}&=\sum _{j=0}^{n}{\begin{bmatrix}n\\j\end{bmatrix}}_{q}(-z)^{j}q^{\binom {j}{2}}=(1-z)(1-qz)\cdots (1-zq^{n-1})\\(-q;q)_{n}&=\sum _{j=0}^{n}{\begin{bmatrix}n\\j\end{bmatrix}}_{q^{2}}q^{j}\\(q;q^{2})_{n}&=\sum _{j=0}^{2n}{\begin{bmatrix}2n\\j\end{bmatrix}}_{q}(-1)^{j}\\{\frac {1}{(z;q)_{m+1}}}&=\sum _{n\geq 0}{\begin{bmatrix}n+m\\n\end{bmatrix}}_{q}z^{n}.\end{aligned}}}
Es pot definir encara més els coeficients {\displaystyle q}-multinomials
{\displaystyle {\begin{bmatrix}n\\k_{1},\ldots ,k_{m}\end{bmatrix}}_{q}={\frac {[n]!_{q}}{[k_{1}]!_{q}\cdots [k_{m}]!_{q}}},}
on els arguments {\displaystyle k_{1},\ldots ,k_{m}} són enters no negatius que satisfan {\displaystyle \sum _{i=1}^{m}k_{i}=n}. El coeficient anterior compta amb el nombre d'ítems {\displaystyle V_{1}\subset \dots \subset V_{m}} de subespais en un espai vectorial {\displaystyle n}-dimensional sobre el camp amb {\displaystyle q} elements tals que {\displaystyle \dim V_{i}=\sum _{j=1}^{i}k_{j}}.
El límit {\displaystyle q\to 1} dona l'habitual coeficient multinomial {\displaystyle {n \choose k_{1},\dots ,k_{m}}}, que compta amb paraules en {\displaystyle n} diferents símbols {\displaystyle \{s_{1},\dots ,s_{m}\}} tal que cada {\displaystyle s_{i}}apareix {\displaystyle k_{i}}vegades.
També s'obté un {\displaystyle q}-anàleg de la funció gamma, anomenada funció q-gamma, i definida com a
{\displaystyle \Gamma _{q}(x)={\frac {(1-q)^{1-x}(q;q)_{\infty }}{(q^{x};q)_{\infty }}}}
Aquesta convergeix a la funció gamma habitual quan {\displaystyle q} s'apropa a 1 des de l'interior del disc unitari. S'ha de tenir en compte que
{\displaystyle \Gamma _{q}(x+1)=[x]_{q}\Gamma _{q}(x)}
per a qualsevol {\displaystyle x} i
{\displaystyle \Gamma _{q}(n+1)=[n]!_{q}.}
per valors enters no-negatius de {\displaystyle n}. Alternativament, això es pot considerar com una extensió de la funció {\displaystyle q}-factorial al sistema de nombres reals.